# Bolinichthys
Genre
Bolinichthys est un genre de poisson Myctophiformes de la famille des Myctophidae.

## Liste d'espèces
Selon World Register of Marine Species (28 mars 2020) :
- Bolinichthys distofax Johnson, 1975
- Bolinichthys indicus (Nafpaktitis & Nafpaktitis, 1969)
- Bolinichthys longipes (Brauer, 1906)
- Bolinichthys nikolayi Becker, 1978
- Bolinichthys photothorax (Parr, 1928)
- Bolinichthys pyrsobolus (Alcock, 1890)
- Bolinichthys supralateralis (Parr, 1928)

## Étymologie
Le nom du genre Bolinichthys a été choisi en l'honneur de Rolf Ling Bolin (d) (1901-1973), ichtyologiste américain spécialiste des poissons-lanternes, pour ses conseils et ses encouragements.

## Publication originale
- (en) John Richard Paxton, « Osteology and relationships of the lanternfishes (family Myctophidae) », Bulletin of the Natural History Museum of Los Angeles County, vol. 13,‎ 28 juillet 1972, p. 1-81.